# San Andrés Teotilálpam
San Andrés Teotilálpam là một đô thị thuộc bang Oaxaca, México. Năm 2005, dân số của đô thị này là 4255 người.